# Tiên Lương
Tiên Lương là một xã thuộc huyện Cẩm Khê, tỉnh Phú Thọ, Việt Nam.

## Địa lý
Xã Tiên Lương có diện tích 19,76 km², dân số năm 1999 là 5.583 người, mật độ dân số đạt 283 người/km².
Đây là xã có diện tích lớn nhất huyện Cẩm Khê. Tiên Lương giáp các xã Tuy Lộc, Ngô Xá, Phượng Vỹ (huyện Cẩm Khê), xã Lương Sơn (huyện Yên Lập), xã Văn Lang, Minh Côi (huyện Hạ Hòa). Tiên Lương là xã trung du, miền núi có đủ các loại địa hình từ hồ nước, cánh đồng bị chia cắt, các đồi nhỏ. Nơi đây có di tích lịch sử quốc gia Tiên Động gắn liền với tên tuổi của Ngô Quang Bích.

## Lịch sử
Xã Tiên Lương đã được Nhà nước Cộng hoà xã hội chủ nghĩa Việt Nam phong tặng danh hiệu Anh hùng Lực lượng vũ trang nhân dân thời kỳ kháng chiến chống thực dân Pháp.